# Rio Campaspe
O rio Campaspe, é um rio intermitente interior da bacia hidrográfica norte-central, parte da bacia dos rios Murray-Darling, está localizado na bioregião inferior de Riverina e nas regiões dos Planaltos Centrais e Wimmera do estado australiano de Vitória. As cabeceiras do rio Campaspe sobem nas encostas norte da Grande Cordilheira Divisória e descem para fluir para o norte, para o rio Murray, o rio mais longo da Austrália, perto de Echuca.